# Каннус
Ка́ннус (фін. Kannus)  — місто на Північному Заході Фінляндії. Населення  - 5733 (2014), площа  — 470,65 км², 2,41 км²  — водяне дзеркало, щільність  — 12,24 осіб/км².

## Географія
Плаский пейзаж, багато боліт, річкових долин. Озеро Г'єтаярві (Hietajärvi).